# Paco de Lucía
Francisco Sánchez Gómez med kunstnernavnet Paco de Lucía (født 21. december 1947 i Algeciras i Spanien, død 25. februar 2014) var en spansk flamencoguitarist. Hans kunstnernavn betyder Lucías Paco. (Lucía er hans mor, og Paco er et kælenavn for Francisco.)
Paco de Lucía samarbejdede først meget med Camarón de la Isla, men indledte derefter en solokarriere, der bl.a. har indeholdt samarbejde med guitarister fra andre musikalske genrer: John McLaughlin, Al Di Meola og George Dalaras.